# Puccinia mellea
Puccinia mellea ist eine Ständerpilzart aus der Ordnung der Rostpilze (Pucciniales). Der Pilz ist ein Endoparasit der Süßgrasgattung Vulpia. Symptome des Befalls durch die Art sind Rostflecken und Pusteln auf den Blattoberflächen der Wirtspflanzen. Sie ist im südlichen Südamerika verbreitet.

## Merkmale

### Makroskopische Merkmale
Puccinia mellea ist mit bloßem Auge nur anhand der auf der Oberfläche des Wirtes hervortretenden Sporenlager zu erkennen. Sie wachsen in Nestern, die als gelbliche bis braune Flecken und Pusteln auf den Blattoberflächen erscheinen.

### Mikroskopische Merkmale
Das Myzel von Puccinia mellea wächst wie bei allen Puccinia-Arten interzellulär und bildet Saugfäden, die in das Speichergewebe des Wirtes wachsen. Aecien oder Spermogonien der Art sind nicht bekannt. Die Uredien des Pilzes wachsen oberseitig auf den Blattoberflächen der Wirtspflanze und sind gelblich braun. Ihre hellgelben Uredosporen sind breit ellipsoid, 25–32 × 20–24 µm groß und fein stachelwarzig. Die blattoberseitig wachsenden Telien der Art sind bedeckt und kompakt. Die hellgoldenen Teliosporen sind zweizellig, in der Regel keulig-zylindrisch bis zylindrisch und 45–85 × 12–18 µm groß; ihre Stiele sind golden und bis zu 20 µm lang.

## Verbreitung
Das bekannte Verbreitungsgebiet von Puccinia mellea umfasst Chile und Argentinien.

## Ökologie
Die Wirtspflanzen von Puccinia mellea sind diverse Vulpia-Arten. Der Pilz ernährt sich von den im Speichergewebe der Pflanzen vorhandenen Nährstoffen, seine Sporenlager brechen später durch die Blattoberfläche und setzen Sporen frei. Die Art verfügt über einen Entwicklungszyklus, von dem bislang lediglich Telien und Uredien sowie deren Wirt bekannt sind; Spermogonien und Aecien konnten dem Pilz nicht zugeordnet werden.